# Западноафриканская молот-рыба
Западноафриканская молот-рыба (лат. Sphyrna couardi) — один из видов рода акул-молотов (Sphyrna), семейство молотоголовых акул (Sphyrnidae). 
Она обитает в тропических водах северо-восточной части Атлантического океана, у побережья от Сенегала до Конго. Некоторые авторы считают, что образцы, идентифицированные как малоглазая гигантская акула-молот (Sphyrna tudes) на самом деле являются западноафриканской молот-рыбой, что позволяет расширить ареал этого вида и включить в него Средиземное море. Другие авторы считают западноафриканскую молот-рыбу синонимом бронзовой молот-рыбы (Sphyrna lewini).
По внешнему виду западноафриканская молот-рыба очень похожа на круглоголовую молот-рыбу, ширина головы составляет 21—25 % от общей длины, крылья «молота» узкие. Передний край головы широко изогнут, посередине и по бокам имеются углубления. Первый спинной плавник высокий и серповидный, а брюшные плавники имеют прямые или слегка вогнутые каудальные края. Анальный плавник маленький и длинный, с глубокой выемкой на каудальном крае. Окрас сине-серый или серо-коричневого, брюхо белое. Этот вид отличается от круглоголовой молот-рыбы тем, что крылья «молота» у неё длиннее и уже, первый спинной плавник начинается в середине основания грудных плавников, тёмная окантовка грудных плавников отсутствует. Максимальный размер около 3 м. Размер взрослых самцов обычно составляет 141—184 см, а самок 230—235 см.
Западноафриканская молот-рыба в основном питается донными костистыми рыбами, такими как угри и камбалы, а также головоногими моллюсками. Подобно прочим представителям рода акул-молотов, западноафриканские молот-рыбы являются живородящими; развивающиеся эмбрионы получают питание посредством плацентарной связи с матерью, образованной опустевшим желточным мешком. В помёте 24—28 акулят, размер новорождённых 30—32 см. Данных о нападении на человека нет. Этот вид является объектом промысла, но подробности неизвестны.